# Berngal
Berngal, fils de Géde Ollgothach, est, selon les légendes médiévales et la tradition pseudo historique irlandaise, un Ard ri Erenn.

## Règne
Berngal prend le pouvoir en tuant son cousin et prédécesseur Fíachu Findoilches, meurtrier de son père. Il aurait fait tellement de guerres qu'il y eut en Irlande, sous son règne, une pénurie de lait et de céréales dont il ne serait resté qu'un sac et demi.
Il règne 21 ans  ou 12 ans,, jusqu'à ce qu'il soit tué par son cousin  Ailill, fils de  Slánoll. Le Lebor Gabála Érenn synchronise son règne avec celui de  Deiocès chez les  Mèdes (694–665 av. J.-C. ). La chronologie de  Geoffrey Keating Foras Feasa ar Éirinn lui assigne comme dates 833–831 av. J.-C. ,et les Annales des quatre maîtres de 1209–1197 av. J.-C. .

## Source
- (en) Cet article est partiellement ou en totalité issu de l’article de Wikipédia en anglais intitulé « Berngal » (voir la liste des auteurs), édition du 10 avril 2012.